# جامعة الحسن الثاني (المحمدية)
جامعة الحسن الثاني بالمحمدية كانت جامعة مغربية، تم إنشاء أول فرع منها سنة 1984 في عهد الملك الراحل الحسن الثاني، استجابة للرغبة المتزايدة للطلبة والطالبات المقبلين على دراسات عليا. وفي سنة 2014، تم دمج هذه الجامعة مع نظيرتها بعين الشق، لتشكلا معا جامعة الحسن الثاني المعروفة اليوم.
تحت إدارة السيدة رحمة بورقية، استطاعت هذه الجامعة كسب شهرة كبيرة بفضل طاقمها الإداري والأساتذة الموجودين بها، والذين رسموا هدفا للجامعة منذ نشأتها، وهو أن يجعلوا منها جامعة يشهد لها بالسيرة والمثابرة سواء على المستوى المحلي أو الدولي[بحاجة لمصدر].

## الكليات التابعة للجامعة
- عين السبع - الدار البيضاء:
  - المدرسة الوطنية للاقتصاد والتدبير (ENCG)
  - كلية العلوم القضائية والاقتصادية والاجتماعية
- المحمدية:
  - كلية العلوم القضائية والاقتصادية والاجتماعية
  - كلية الآداب والعلوم الإنسانية
  - كلية العلوم والتقنيات (FST)
  - المدرسة العليا لأساتذة التعليم التقني (ENSET)
- ابن امسيك - الدار البيضاء:
  - كلية العلوم ابن مسيك
  - كلية الآداب والعلوم الإنسانية ابن مسيك
  - مركز الفنون التطبيقية والملتيميديا ابن مسيك

## الشعب
تقترح جامعة الحسن الثاني العديد من الشُعب موزعة بين العلوم الاقتصادية والاجتماعية والإنسانية والأدبية والمعلوماتية والقضائية:
- - 25 شهادة باكلوريوس أساسية متنوعة،
  - 33 شهادة باكلوريوس مهني متنوعة،
  - 09 شهادات باكلوريوس علوم وتقنيات،
  - 35 شهادة ماجستير متنوعة،
  - 15 شهادة ماجستير متخصص متنوعة،
  - 06 شهادات ماجستير علوم وتقنيات،
  - 04 شهادات مهندسين متنوعة،
  - 02 شهادات في الاقتصاد والتدبير،
  - 129 شعبة مختلفة،

## البحث العلمي
عدا نظامها العلمي الصرف، تقترح جامعة الحسن الثاني أيضا قدرة في البحث العلمي الذي يتطور بفضل العلاقات المبرمة مع جامعات خارج البلاد. تتقدم جامعة الحسن الثاني في الترتيب أمام العديد من الجامعات المغربية الأخرى بفضل 71 مختبرا علميا، و1500 أستاذا-باحثا علميا في عدة مجالات حيوية:
- الرياضيات الصرفة والتطبيقية،
- المعلوميات،
- العلوم الفيزيائية،
- الكيمياء،
- العلوم البيولوجية،
- علوم الحياة والأرض،
- العلوم الإنسانية والاجتماعية،
- علوم القضاء والاقتصاد.

## وصلات خارجية
- الموقع الرسمي لجامعة الحسن الثاني بالفرنسية